# 鬼一口

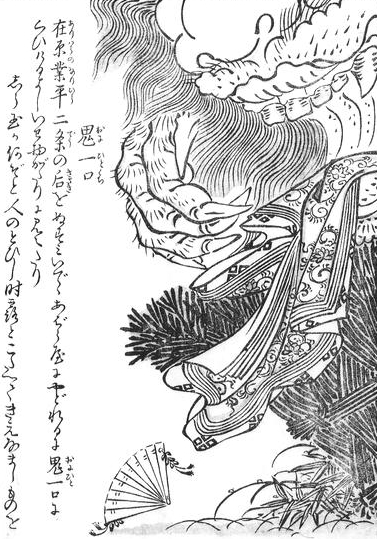
鳥山石燕『今昔百鬼拾遺』より「鬼一口」

鬼一口（おにひとくち），是日本民間故事，指鬼一口吃掉人類。鳥山石燕在『今昔百鬼拾遺』妖怪畫集中有以此為題的畫作。
鬼一口象徵的是包容一切，但要是有人惹火祂，祂會一口將其吞掉。